# Henricia nipponica
Henricia nipponica är en sjöstjärneart som beskrevs av Uchida 1928. Henricia nipponica ingår i släktet Henricia och familjen krullsjöstjärnor. Inga underarter finns listade i Catalogue of Life.